# Juki
JUKI Corporation (Дзу́ки; JUKI Kabushiki-gaisha) — японская компания, крупнейший производитель швейных машин. Компания также занимается разработкой технологий поверхностного монтажа (SMT) электронных компонентов. Основана 15 декабря 1938 года.

Логотип компании в 2021 году

До 1988 года компания была известна как Tokyo Juki Industrial Company, Ltd.
Представительный директор - Акира Киехара. Штаб-квартира компании находится в Токио. В настоящее время[когда?] компания располагает производственными мощностями в Японии, Вьетнаме и Таиланде. Компания производит продукцию как промышленного назначения, так и бытового, для любительского рынка. Продукция JUKI продаётся примерно в 170 странах мира.
JUKI является одним из ведущих производителей компьютеризированных швейных машин, конкурирующих с другими известными швейными брендами, такими как Bernina International, Brother, Janome и Singer, Pfaff.
В октябре 2018 года компания объявила о совместном проекте с Hitachi, который использует цифровые инновации на основе Интернета вещей (IoT) для оптимизации производственных процессов, улучшения производства печатных плат путём контроля запасов и улучшения производства небольших партий.

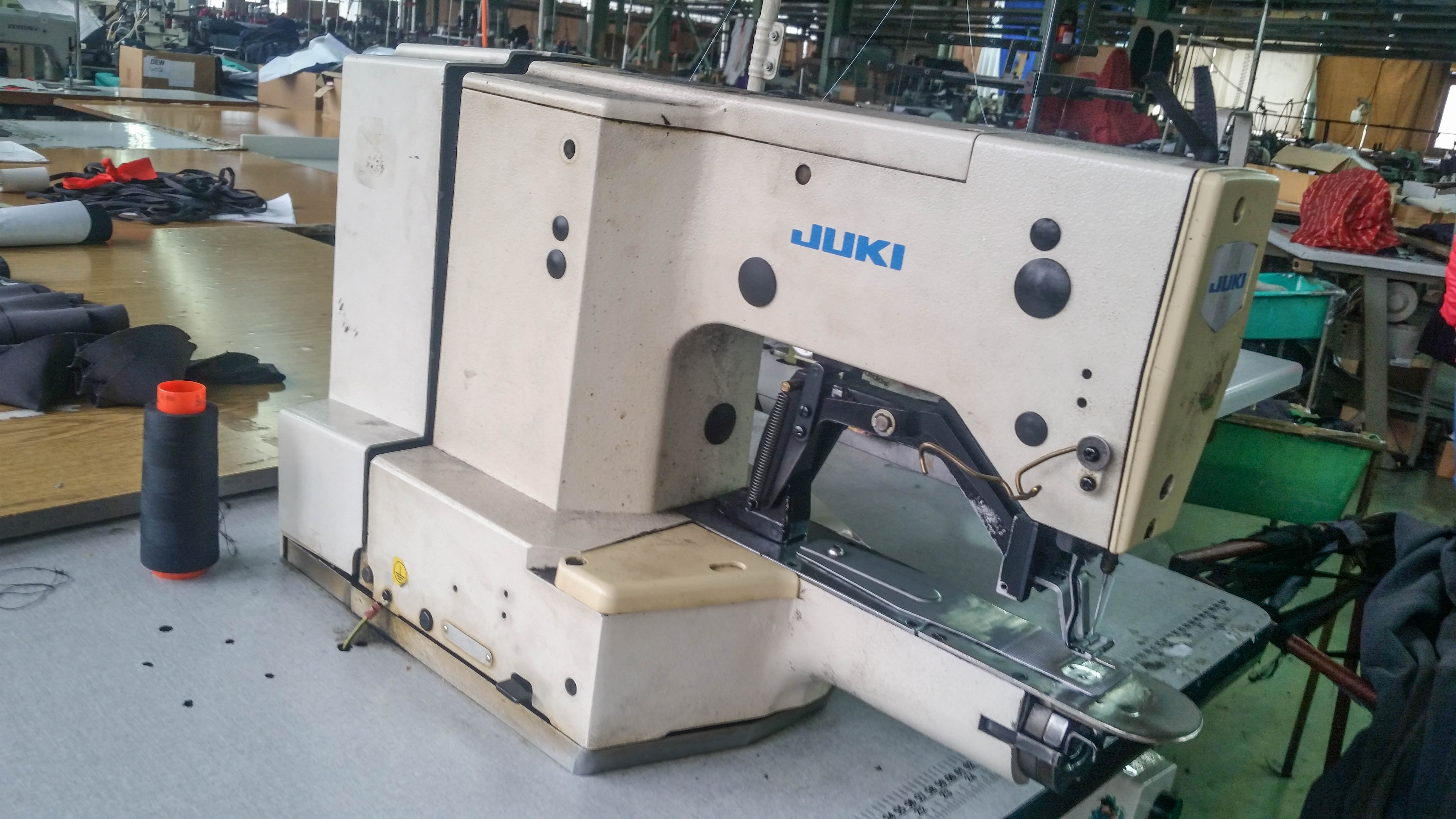
Промышленная швейная машина JUKI

Акции компании торгуются Токийской фондовой бирже.
Численность работников - 5 287 (консолидированная, по состоянию на 31.12.2020 г.